# Петросян Євген Ваганович
Євге́н Вага́нович Петрося́н (рос. Евгений Ваганович Петросян, вірм. Եվգենի Վահանի Պետրոսյան (Պետրոսյանց); нар. 16 вересня 1945, Баку, Азербайджанська РСР) — радянський і російський артист естради, письменник-гуморист і телеведучий. Народний артист РРФСР (1991).  Путініст та  українофоб. Підтримує рашизм та збройну агресію Російської Федерації проти України.
З 7 січня 2023 року перебуває під санкціями РНБО через антиукраїнську діяльність.

## Життєпис
Народився в сім'ї математика вірменина Вагана Мироновича Петросянца (1903—1962) і його дружини, єврейки[джерело?] Белли Григорівни (1910—1967).
Зі шкільних років почав брати участь у самодіяльності — в бакинських клубах і будинках культури. Читав байки, вірші, фейлетони, грав сцени, брав участь в агітбригаді, грав у народних театрах, вів концерти в сольному і парному конферансьє тощо. Після закінчення середньої школи в 1961 році приїхав до Москви, мріючи стати актором. Закінчив ВТМЕІ, де його вчителями і наставниками були Рина Зелена і Олексій Алексєєв. З 1962 року почав виступати на професійній сцені.
У жанрі конферансу Петросян працював з 1964 по 1969: конферансьє у Державному естрадному оркестрі РРФСР під керівництвом Леоніда Утьосова, з 1969 по 1989 роки служив у Москонцерті.
У 1970 році удостоєний звання лауреата на IV Всесоюзному конкурсі артистів естради. В 1985 році закінчив відділення режисерів естради ГІТІСу. Того ж року удостоєний звання Заслужений артист РРФСР, 1991-го — Народний артист РРФСР.
14 квітня 2022 Петросян підтримав президента Росії щодо вторгнення російських військ на територію України тим самим підтримуючи порушення суверенітету України.
Влітку 2017 року Євген Петросян відвідав тимчасово окупований Крим, порушивши державний кордон України. Під час гастролей по окупованих територіях України Петросян неодноразово публікував в соцмережах фотографії та коментарі спрямовані на підтримку окупації Криму та знищення української державності.

## Громадянська позиція
Петросян підтримував окупацію й анексію Криму  та знищення української державності. Після повномасштабного російського вторгнення в Україну комік виступив на підтримку Російської Федерації та заявив, що має бажання піти на фронт та записатися у фронтову бригаду.

### Санкції
6 січня 2023 року Євген Петросян потрапив до санкційних списків України.

## Особисте життя
- Перша дружина загинула в аварії,[8] коли їхня дочка Вікторина була маленькою.[9]

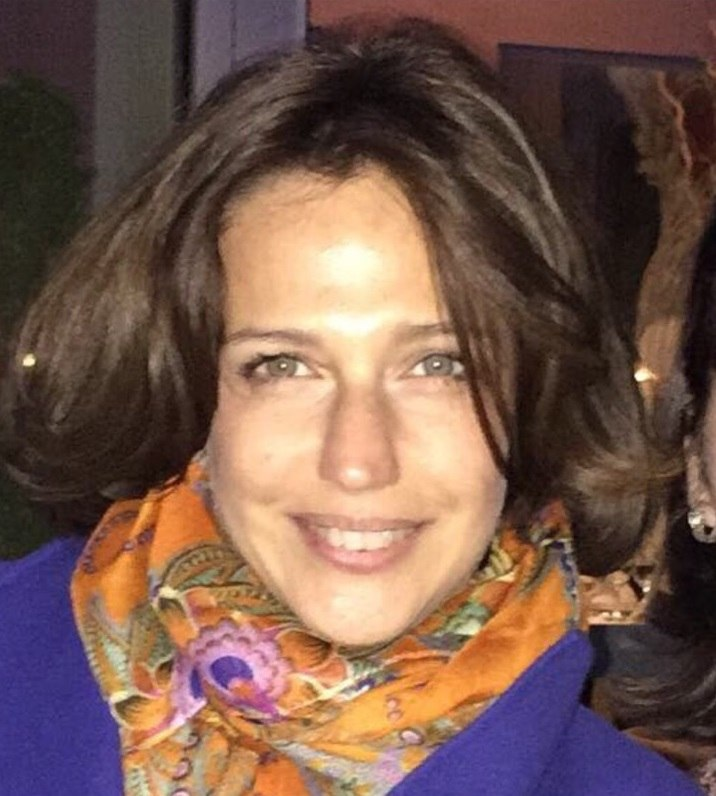
Донька — Вікторина Петросянц 30.04.2015

Дочка від першого шлюбу — Вікторина Євгенівна Петросянц (нар. 11 листопада 1968 року) — закінчила історичний факультет МДУ, працювала організатором виставок, мистецтвознавець, продюсерка кіно і телебачення, виготовляє з чоловіком ексклюзивні іграшки зі скла «Mark Andreas Collection», живе на Мангеттені в Нью-Йорку, засновниця компанії «Vi-Ko Продакшн», продюсерка циклу документальних фільмів: Бродвей. Історія в обличчях і танцях.
Онуки — Андрій і Марк.
Правнук (нар. 2020).
- Друга дружина — Анна Іванівна Козловська (1938—2007), дочка оперного співака Івана Козловського. Шлюб тривав півтора року.[11]
- Третя дружина — Людмила, мистецтвознавець із Ленінграда.
- Четверта дружина — Олена Григорівна Степаненко (нар. 8 квітня 1953) — артистка естради, гумористка, заслужена артистка РФ (1995). Одружені з 1985 по 2018 рік (познайомилися 1979 року), 2018 року Олена Степаненко подала на розлучення, шлюб розірвано Хамовницьким судом Москви 16 листопада 2018 року.[12]
- П'ята дружина — Тетяна Брухунова (нар. 1989) — помічник гумориста, концертний директор Євгена Петросяна. Розписалися в грудні 2019 року.[13] в них є спільна дитина Ваган (нар. 13 березня 2020, Дубай)[14], названий на честь батька Євгена Петросяна — Вагана Межлумовича.[15][16]